# محطة أبحاث القمر الدولية
محطة أبحاث القمر الدولية هي قاعدة قمرية مقترحة من قبل وكالة الفضاء الاتحادية الروسية وإدارة الفضاء الوطنية الصينية وبحسب الوكالتين فالقاعدة ستكون مفتوحة لجميع البلدان المهتمة والشركاء الدوليين.